# كافوري (خرطوم بحري)
حي كافوري حي سوداني يقع في ولاية الخرطوم مدينة الخرطوم بحري وهو من أرقى أحياء بحري وعرفت هذة المنطقة بعماراتها الأنيقة.

## الموقع
حي كافوري يمتد في مساحة مترامية الأطراف يحده من اتجاه الغرب المنطقة الصناعية , حي كوبر وحي الواحة ومن الجهة الشرقية مزارع حلة كوكو، من الشمال امتداد حي العزبة ومن الجنوب شارع كسلا. نجد الحي مقسم داخلياً إلى مربعات تبدأ من مربع (1).

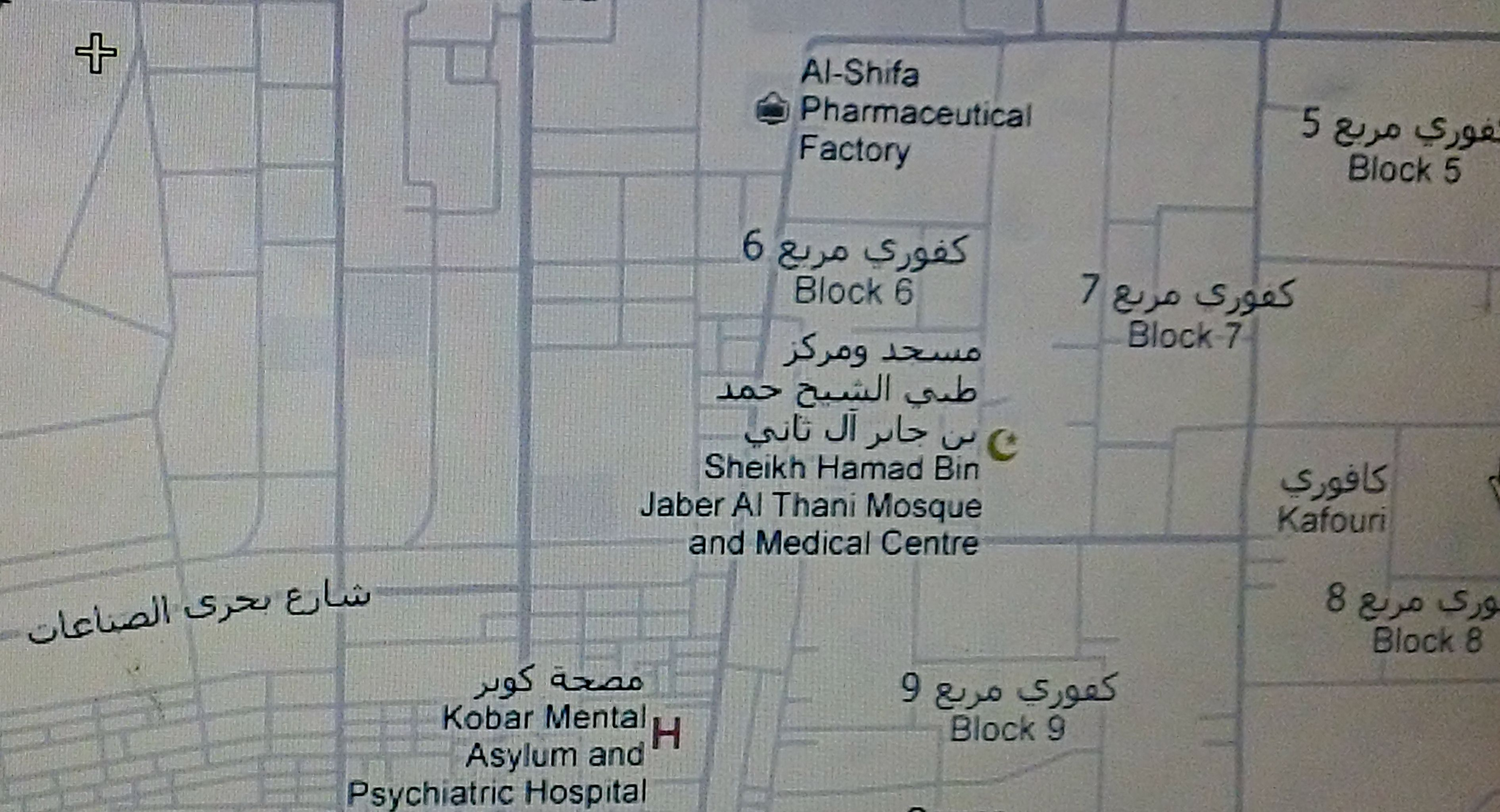
تقسيم حي كافوري بالخرطوم بحري

## أصل التسمية
أخذت هذة المنطقة اسمها من مزارع (عزيز كفوري) الذي كان يمتلكها سابقا.

## تاريخ المنطقة
- سميت هذة المنطقة على (عزيز كفوري) الذي ولد في العاصمة اللبنانية بيروت. فشدَّ الرحال إلى الخرطوم في العام 1899م بعد أن تمكّن من إدخال شحنات من الأخشاب والحديد ومواد البناء بغرض تأهيل مدينة الخرطوم بعد أن أصابها من خراب الحرب ضد المستعمر ما أصاب.
- في بداية حياته بالسودان استقر عزيز كفوري في العاصمة الوطنية أم درمان، شأنه شأن بعض الوافدين إلى السودان من شوام ويمانيين ويهود.[6]
- أعلنت شركة إنجليزية لإفلاسها بسبب الخسائر الباهظة التي تكبدتها في محاولة ري واستصلاح ألف فدان من الأرض شرق محطة الخرطوم بحري حيث كانت الأرض غير جاهزة للزراعة والترع تحوّل لونها الي الأبيض لكثافة المياه المالحة، فاستحوذ عزيز كافوري على هذا المشروع بثمن بخس وقام بعمليات فلاحية معقدة ومكلفة استمرت سنوات عديدة عمل خلالها لغسل الأملاح من الأرض وتنظيم عمليات الري والفلاحة وتحفيز العمال مما جعلهم يحفظون له فضل معرفتهم بالطرق المثلى للزراعة و الحرث.
- في العام 1922م عندما أعلن عن قيام مشروع الجزيرة كأكبر مشروع مروي في العالم، كان عزيز كافوري من قبلها قد قام بمضاعفة مساحة مزرعته بشراء 150 فداناً من الأرض الجيدة الواقعة بين مدينتي الحصاحيصا والمسلمية ، إلا إن الأرض أدخلت في مشروع الجزيرة مما دعا كفوري أن يطلب من حكومة السودان أن تمنحه امتداداً لمزرعته ببحري شمالا باتجاه الكدرو، بدلاً عن التعويض المالي مقابل أراضي الجزيرة التي نزعت ووزعت كحواشات للمزارعين الأمر الذي رحبت به الحكومة وعملت على تنفيذه .[6]
- وكان عزيز كفوري يزرع حوالي ألف إلى ألفي فدان قطن سنويا حتى العام 1929م وقت حدوث ألازمة العالمية .
- بعدها تم التحول إلى زراعة القمح وتلاها التحول التدريجي لتربية ماشية «الحليب» التي سميت « بلجرافيا» وقد ازدهرت تحت إدارة ابن عزيز «غبريال» وتطورت لتصبح مؤسسة متفردة كانت تمد حوالي 2000 مشترك بالالبان ومشتاقها في جميع أرجاء العاصمة المثلثة . كانت تضم أكثر من الفي رأس من الماشية وتجري فيها يوميا عمليات الحليب وكان هنالك ما يعرف «بالحَلْبة» وكل حلبة تضم 480 بقرة في الصف الواحد عمليه التوزيع فكانت تتم بواسطة ست عربات.[7]
- في العام 1981م أصدرت الحكومة قراراً بتحويل المزرعة البالغة مساحتها 3000 فدان إلى أراضي سكنية مميزة، إلا إن طيلة الـ 35 عاماً التي خلت تم تحويل حوالي 50 فداناً فقط وبصورة متدرجة إلى أراضٍ سكنية.
- وقد أدرجت عملية تخطيط المدينة الجديدة المقترحة في مصاف العمليات الكبرى، إذ ان المساحة التي يزمع تخطيطها تفوق مساحة الخرطوم الأصلية + الخرطوم «1» والخرطوم «2» والامتداد .
- وقد تم الانتهاء منها في خمسة أشهر وتوجت بتوقيع اتفاقية في22/5/1981م واتبعت بعمليات مسح في الأعوام 1982 / 1983 لتبقي المدينة الكافورية حلماً يداعب آل كفوري بعد إن قضي القرار بتحويل المزرعة الي ارض سكنية ، ليفقد آلاف العاملين معاشهم وذكرياته وتفقد المدينة الخضرة والجمال ويسودها ترقب وانتظار لخدمات قد يطول انتظارها أو يقصر .[6]

## أهم معالم الحي

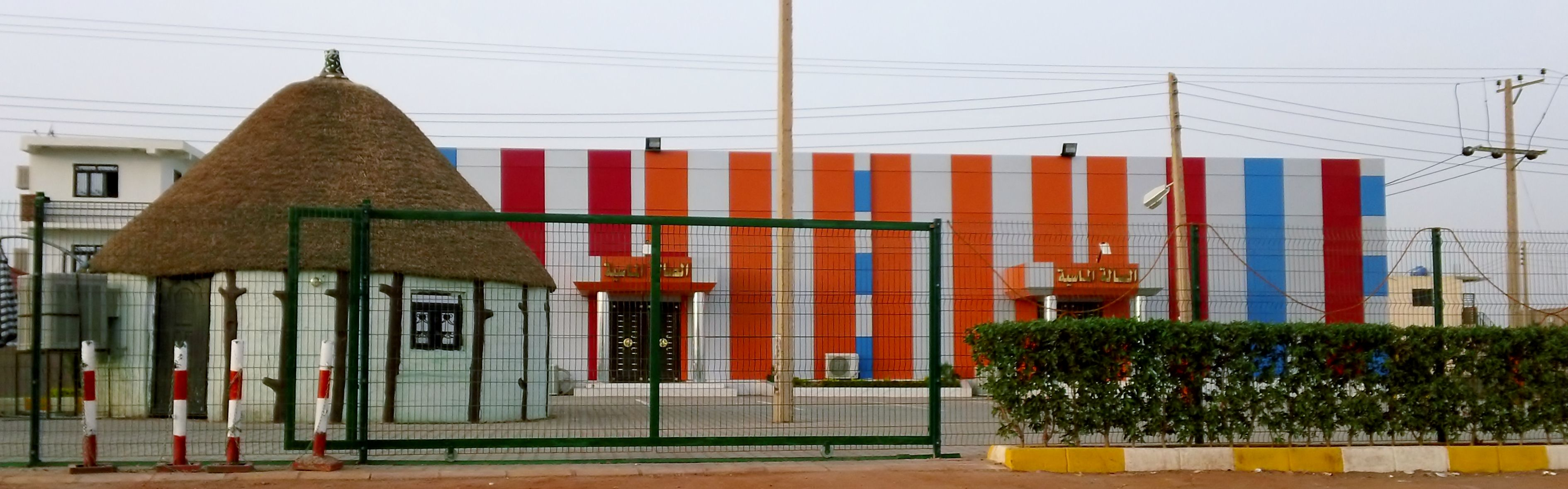
حي كافوري مربع (4) – الصالة الماسية

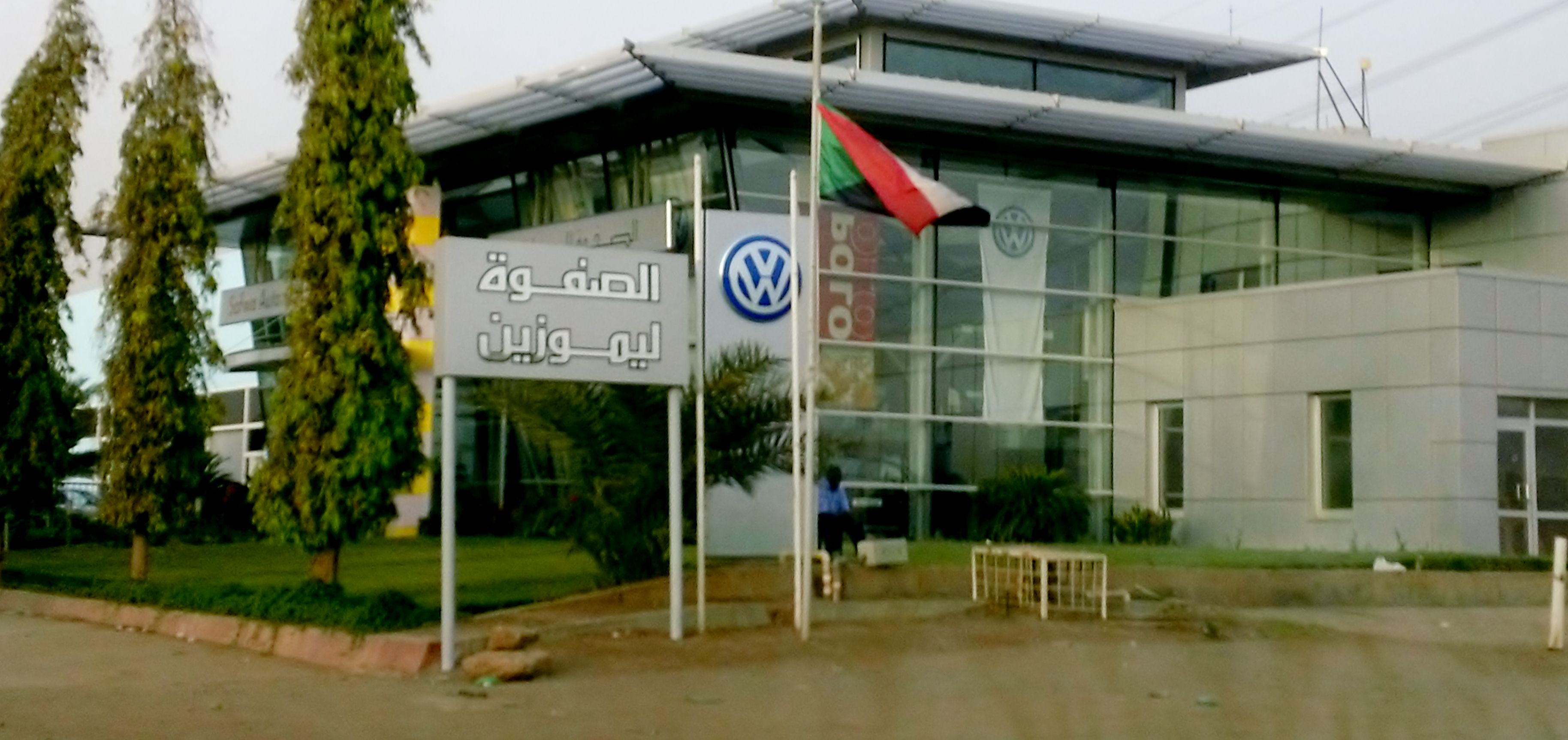
حي كافوري الصفوة للسيارات

نجد بالحي عدد من العالم:
- الصالة الماسية
- سناء مول
- الصفوة للسيارات

## المساجد
- مجمع النور الإسلامي
- مسجد عبد القادر الفادني
- مسجد الشهيد عثمان حسن احمد البشير
- مسجد الشيخ حمد بن جبر آل ثاني

## المدارس
- مدارس المواهب
- مدارس الواحة
- المدارس التركية

## المستشفيات
- مركز الشيخ حمد بن جبر آل ثاني الطبي

## معرض صور

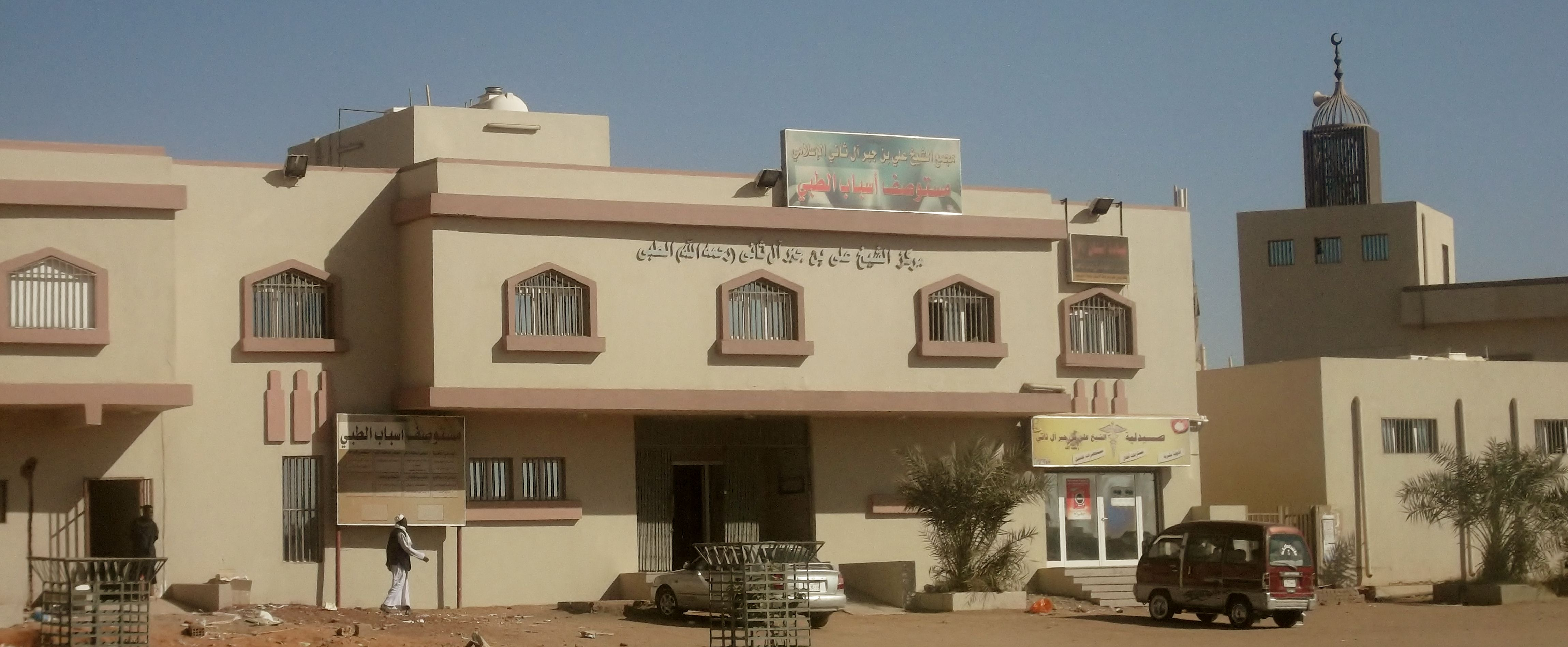
مركز الشيخ حمد بن جبر آل ثاني الطبي بمربع (6)
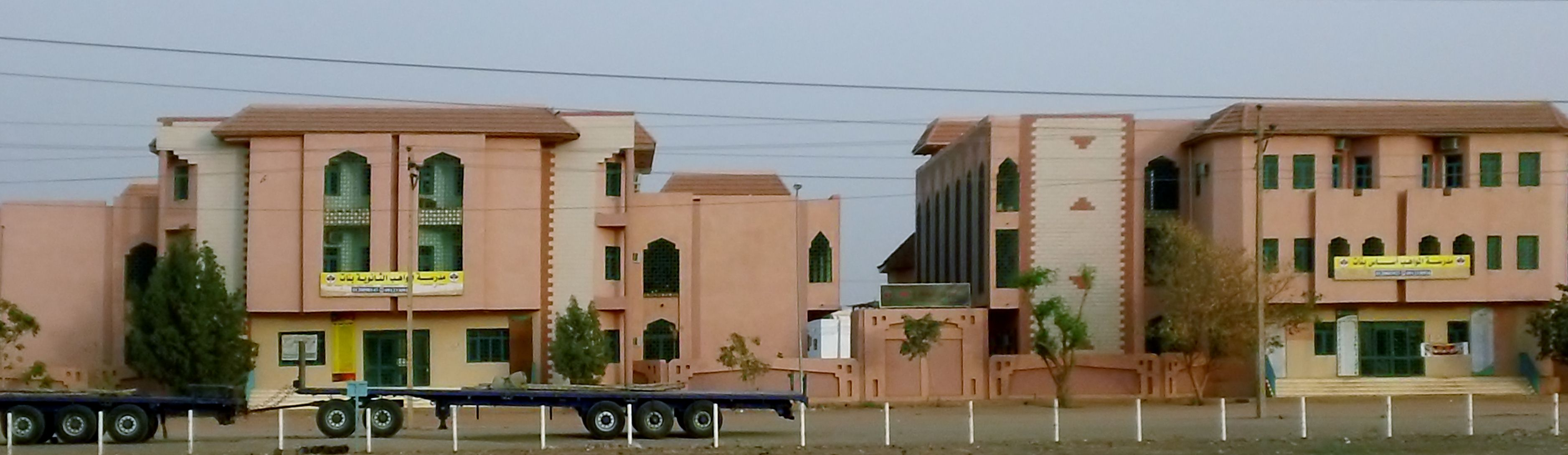
مدارس المواهب كافوري مربع (9)
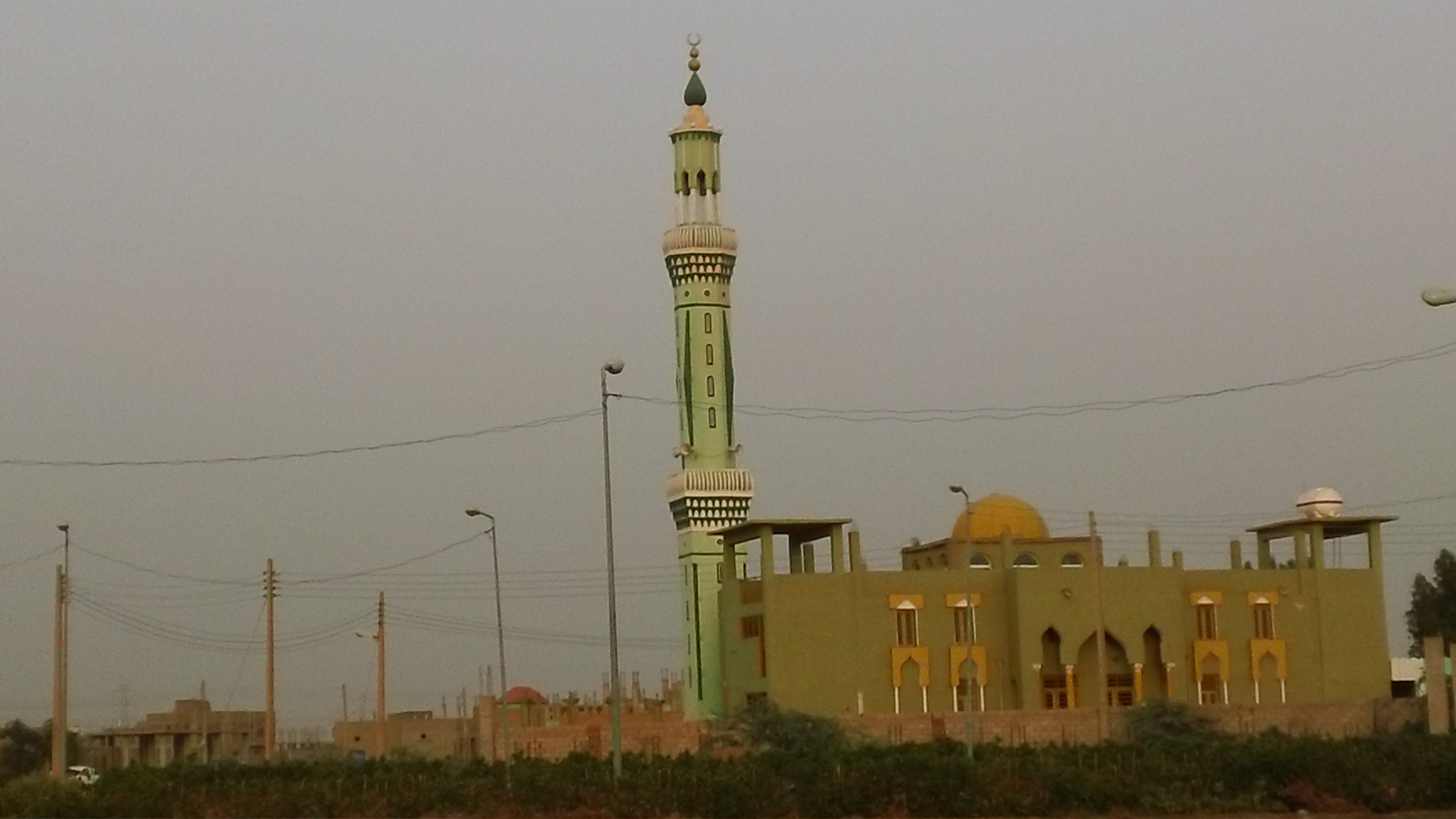
مسجد عبد القادر الفادني كافوري مربع (4)

### روابط خارجيه
جولة مسجد النور حي كافوري